# 阿爾及爾之戰
《阿爾及爾之戰》（義大利語：La battaglia di Algeri，羅馬化：Maʿrakat al-Jazāʾir）是一部1966年的战争电影，由吉洛·彭特克沃共同编剧和导演。本劇描述民族解放陣線在阿尔及利亚战争期间对北非法国政府进行的反抗，其中以與電影同名的阿爾及爾戰役為主軸。影片的配乐由彭特克沃和恩尼奥·莫里康内创作。本片被歸為意大利新现实主义电影之一。 
本片重現了1954年11月至1957年12月阿尔及利亚独立战争期间在法属阿尔及利亚首都发生的事件。由于阿尔及利亚越来越多的暴力行为，法国派遣特遣隊瓦解FLN，以暴力手段清除其成員。这部电影的結尾為民族主义示威和骚乱的畫面，暗示法国雖赢得阿尔及尔战役，卻最終撤出阿爾及利亞。電影的尾聲則簡短提到阿爾及利亞最終成功獨立。

## 劇情摘要
片中主角阿里（Ali La Pointe） 原是阿爾及爾的市井無賴，靠偷竊和詐賭為生。數次被捕後，在獄中接觸到民族解放陣線(FLN)並受到感召。出獄後成為組織的打手，剷除不願合作的當地人，並參與對法裔居民區的恐怖攻擊。與此同時，居住在阿爾及利亞的法裔對當地人的恨意也在升高，開始以相同的手段對付當地人。
法國政府感到局勢危急，派出二戰老兵馬修上校，帶領特遣隊到殖民地平亂。馬修曾是法國抵抗運動的成員，他很快就認清FLN的戰術及組織，並著手將之瓦解。雖然成效卓越，但因為手段殘酷，引起外界質疑。最後藉由酷刑，終於得到阿里的藏身之處。他派兵包圍阿里所在的公寓，在勸降失敗之後，下令以炸藥炸死阿里及殘黨。阿里死後，法國政府原以為已經消滅反抗勢力，卻面對不斷發生的騷亂，最終不得不放棄阿爾及利亞。

## 製作及片風

### 劇本

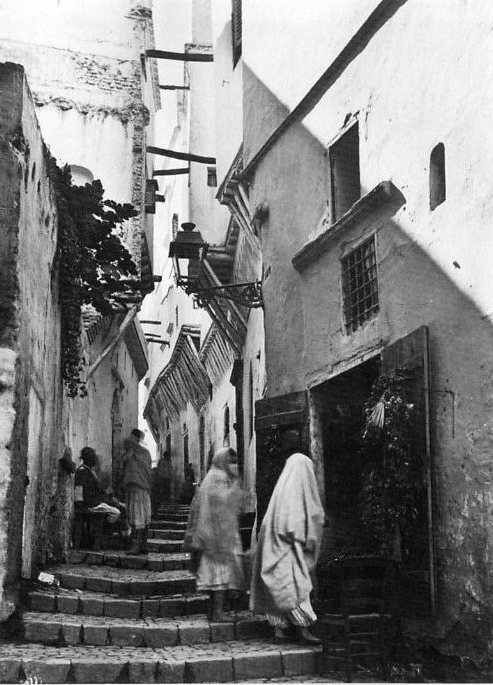
电影拍摄地卡斯巴,阿爾及爾的阿拉伯區。

《阿尔及尔之战》的靈感来自1962年FLN軍官薩阿迪·耶謝夫的回憶錄《紀念阿爾及爾戰役》（法語：Souvenirs de la Bataille d'Alger）一書。 他在被俘时撰寫了这本书，以提振反抗士气。独立后，阿尔及利亚政府支持将耶謝夫的回忆录改编成电影。 FLN開始與意大利导演吉洛·龐特科爾沃和编剧佛朗哥·索利納斯取得联系。 
耶謝夫自己撰寫沒有對話或劇情的剧本， 卻因为劇本太過偏向阿尔及利亚人，被義大利片商否決。制片人虽然同情阿爾及利亞，但希望從更中立的角度出發。《阿尔及尔之战》最终以阿尔及利亚人为主角，描绘了阿尔及利亚人和法国人的残酷和苦難。
为了满足戲劇需求，本片將實際人物做了修正，例如馬修上校是由雅克·马苏為主的數名法国平叛軍官合成的。 薩阿迪·耶謝夫曾说过馬修更多地基于馬塞爾·比格德，尽管这个角色也让人想起羅傑·特林基。 编剧否認故意把马修描绘得过于优雅高贵，他在接受采访时表示，上校“优雅而有文化，因为西方文明既不优雅也无文化”。  龐特科爾沃在电影中描繪FLN领导人拉比·本·姆希迪和馬修上校的相似之处，顯示兩方一樣殘暴。 

### 视觉风格
龐特科爾沃和摄影师馬塞洛·加蒂用黑白片尝试了各种技术，使电影神似新闻片和纪录片。其結果過於逼真，以至美国版發行時，特地附註“一點新聞片也沒有”。 

### 選角
本片唯一的專業演員是飾演馬修上校的讓·馬丁。此前，马丁因签署反对阿尔及利亚战争宣言而被国家人民剧院开除。马丁本身是法国抵抗运动的老兵，他的詮釋具有自传的深度。据编剧弗兰科·索利纳斯的采访，马丁和龐特科爾沃之间的工作关系並非一帆风顺。龐特科爾沃不确定马丁的专业表演风格是否会与非专业人士形成太大的反差，对马丁的表演进行了争论。 
相對於此，片中其他角色都是非專業人士。扮演加法尔·埃尔·哈迪的薩阿迪·耶謝夫和扮演法蒂赫的薩米亞·克巴什都是FLN的成员。主要演员有：
- 讓・馬丁饰菲利普·馬修上校
- 布拉欣·哈吉亚格饰Ali La Pointe
- Saadi Yacef 饰Saari Kader/El-Hadi Jafar

## 迴響

### 影評

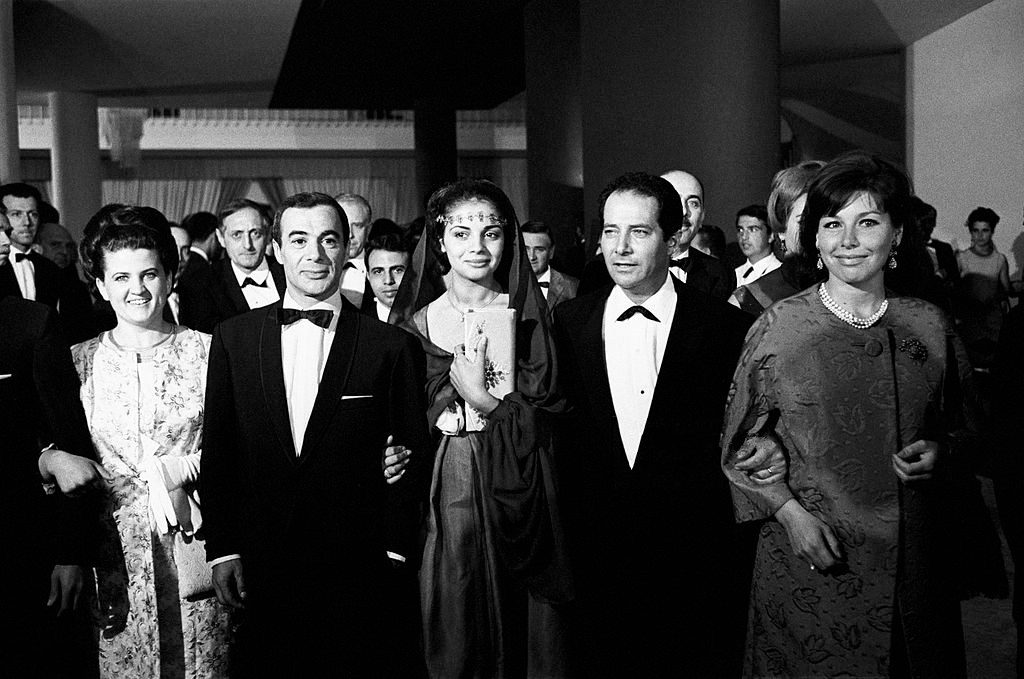
意大利导演Pontecorvo与妻子 Picci和Yacef在第27屆威尼斯影展合影，获得了金狮奖。

電影在第27屆威尼斯影展上獲得了金獅獎，并獲得了三項奥斯卡金像獎提名（非連續年份，一項獨特的成就）：1967年奥斯卡金像獎最佳外語片、最佳劇本和1969年奥斯卡金像獎最佳導演。
羅傑·艾伯特給這部電影4/4，稱它是“一部存在於這種痛苦現實中的偉大電影。这可能是許多觀眾無法承受的更深刻的電影體驗：太憤世嫉俗、太真實、太殘忍、太令人心碎。这是關於阿爾及利亞的戰爭，但那些對阿爾及利亞不感興趣的人可以用另一場戰爭代替；本片揭露不變的真相”。 2012年《Sight & Sound》民意调查的250部电影中排名第48位， 以及《帝国》雜誌有史以來最偉大的500部电影名单中的第120位。  2010年，《帝国》世界电影100部最佳电影中排名第6。 它被選入“100部待保存的義大利電影”。
美國導演史丹利·庫柏力克稱讚這部電影說：“從某種意義上說，所有電影都是虛假紀錄片。一個人試圖盡可能接近現實，但它不是現實。有些人做的非常巧妙，這完全讓我著迷。例如：《阿爾及爾之戰》。这是非常令人印象深刻的。” 此外，據他的私人助說：“當我於1965年9月開始為史丹利工作時，他告訴我，如果沒有看過《阿爾及爾之戰》，我無法真正理解電影的能力。他終生對此作充滿熱情。” 
美國導演史蒂芬·索德柏將這部電影列為他《天人交戰》的靈感來源，並指出這部電影（連同科斯塔-加夫拉斯的《Z》）有“那種被抓住而非刻意的美妙感覺，這正是我們所追求的。”   
克里斯多夫·諾蘭將這部電影列為他的最愛之一，黑暗騎士：黎明昇起》和《敦克爾克大行動》也受其影響。  
巴勒斯坦裔美國學者愛德華·薩依德称赞《阿爾及爾之戰》（以及吉洛·彭特克沃的另一部电影《烽火怪客》）“......无与伦比。這兩部電影共同構成了一種從未有過的政治和審美標準。” 

### 法國禁播
鉴于阿尔及利亚战争造成的分歧，这部电影在法国引起了相当大的政治争议，在法被禁五年 。导演收到了同情法军的死亡威胁。

### 2003年美國國防部放映
2003年期间，媒体报道称，美国国防部于8月27日舉行內部放映，认为对在被占领伊拉克面临类似问题的指挥官和部队有用。放映传单寫道：「為何贏得反恐卻輸了民心？孩童射殺眼前的士兵，婦女在咖啡館引爆炸彈，整個阿拉伯世界陷入瘋狂，耳不耳熟？法國人本有妙計，卻無法成功。欲知理由，請來看這部難得的電影。」
据负责放映的国防部官员称，“这部电影的放映提供了对法国在阿尔及利亚行动的历史洞察力，旨在促进对法国當時面临的挑战进行深入的讨论。”

## 延伸阅读
- Aussaresses，保罗将军。卡斯巴之战：1955-1957 年阿尔及利亚的恐怖主义和反恐（纽约，Enigma Books，2010 年）。ISBN 978-1-929631-30-8 。